# Demócratas por una Bulgaria Fuerte
Demócratas por una Bulgaria Fuerte (en idioma búlgaro, Демократи за силна България o Demokrati za Silna Bălgarija) es un partido político de Bulgaria. Fue fundado en 2004 por el ex-primer ministro de Bulgaria Ivan Kostov, quien dimitió como cabeza de la coalición Fuerzas Democráticas Unidas (encabezada por su partido, Unión de Fuerzas Democráticas) después de la severa derrota que padecieron ante el Movimiento Nacional Simeón II en las elecciones legislativas búlgaras de 2001.
La UDF había tenido denuncias de corrupción y el aumento del paro después de haber llevado a cabo reformas económicas durante su mandato de cuatro años le pasaron factura. Con el tiempo, 29 (de 51) diputados de la UDF, incluido Kostov, se encontraban cada vez más insatisfechos con la nueva dirección de la presidenta de la UDF Nadezhda Mikhailova, que fue el ministro de Relaciones Exteriores en el gobierno de Kostov. Después de la derrota de la UDF en las elecciones locales de 2003 y la negativa a dimitir de Mikhailova, los 20 diputados de Kostov anunciaron que abandonaban la UDF para crear un nuevo partido. Se presentó a las elecciones legislativas búlgaras de 2005, en las que obtuvo 1.234.788 votos (el 6,4 % de los votos, el 18 % en la ciudad de Sofía) y 17 escaños.
La pérdida de apoyo de votos lo hizo llegar a un entendimiento con la UDF, y ambos formaron la Coalición Azul, con la que se presentaron a las elecciones legislativas búlgaras de 2009, obteniendo 285.662 votos (el 6,76 %) y 15 escaños.

## Resultados electorales

### Asamblea Nacional de Bulgaria
| Año  | Votos  | %    | Resultado |
| ---- | ------ | ---- | --------- |
| 2017 | 86 984 | 2.48 | 0/240     |